# Gomba, Pesta
Gomba  este un sat în districtul Monor, județul Pesta, Ungaria, având o populație de 2.925 de locuitori (2011). 

## Demografie
Componența etnică a satului Gomba
     Maghiari (96,06%)
     Romi (1,78%)
     Necunoscut (1,1%)
     Alții (1,05%)
Componența confesională a satului Gomba
     Reformați (32,24%)
     Romano-catolici (19,49%)
     Fără religie (11,49%)
     Luterani (2,97%)
     Atei (1,13%)
     Necunoscută (31,93%)
     Greco-catolici (0,75%)
     Alte religii (1,4%)
Conform recensământului din 2011, satul Gomba avea 2.925 de locuitori. Din punct de vedere etnic, majoritatea locuitorilor (96,06%) erau maghiari, cu o minoritate de romi (1,78%). Apartenența etnică nu este cunoscută în cazul a 1,1% din locuitori. Nu există o religie majoritară, locuitorii fiind reformați (32,24%), romano-catolici (19,49%), persoane fără religie (11,49%), luterani (2,97%) și atei (1,13%). Pentru 31,93% din locuitori nu este cunoscută apartenența confesională.